# احتلال أريحا
احتلال أريحا وقعت في شرق القدس وهي بداية الاحتلال البريطاني لوادي الأردن خلال حملة سيناء وفلسطين في الحرب العالمية الأولى، على الحدود في طريق بيت لحم ونابلس في الناحية الغربية ووادي الأردن في الناحية الشرقية والخط الأمامي لمدينة القدس إلى البحر الميت.